# Lorup
Lorup település Németországban, azon belül Alsó-Szászország tartományban. Lakosainak száma 3263 fő (2023. december 31.). Lorup Esterwegen, Breddenberg, Hilkenbrook, Rastdorf, Spahnharrenstätte és Börger községekkel határos.

## Népesség
A település népességének változása:
| Lakosok száma | 3201 | 3191 | 3234 | 3201 | 3296 | 3263 |
|               | 2016 | 2017 | 2019 | 2021 | 2022 | 2023 |